# Tobrilus wesenbergi
Tobrilus wesenbergi är en rundmaskart som först beskrevs av Heinrich Micoletzky 1925.  Tobrilus wesenbergi ingår i släktet Tobrilus och familjen Tripylidae. Inga underarter finns listade i Catalogue of Life.